# Saga (namn)

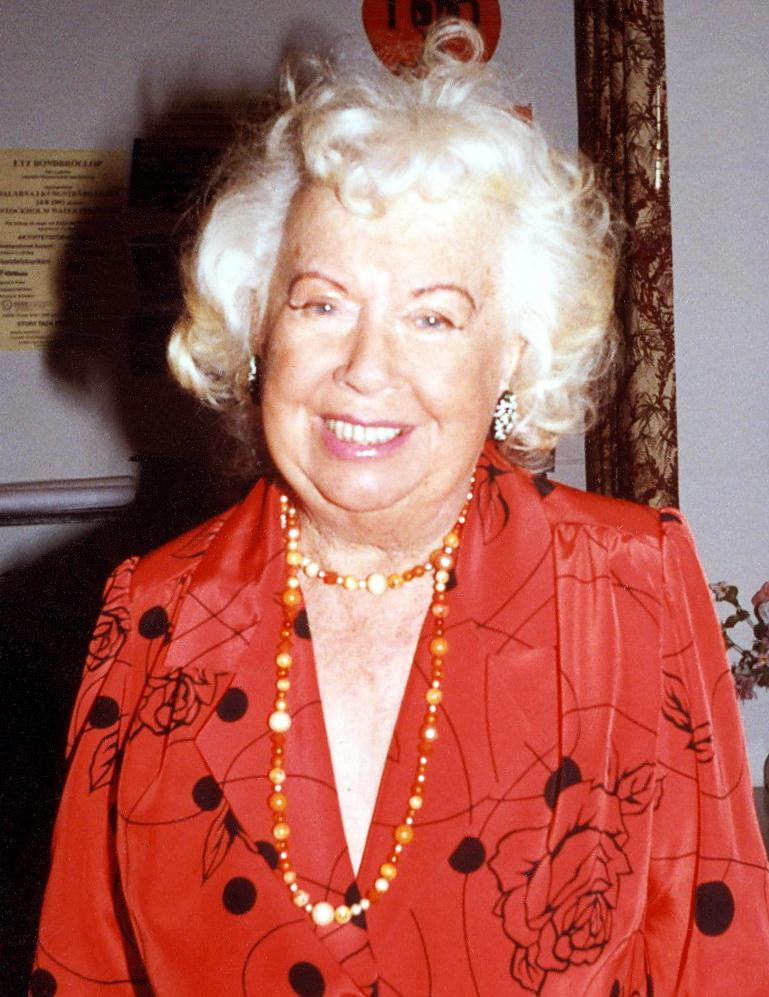
Saga Sjöberg, 1994.

Saga är ett kvinnonamn av fornnordiskt ursprung med betydelsen 'hon som ser', 'sierska'. Saga  var en asynja i den fornnordiska mytologin. I en berättelse om henne dricker hon och Oden ur ett gyllene kärl i hennes boning Sökkvabäck. Enligt Snorre var hon ett fristående väsen, men vissa menar att hon var identisk med Odens maka Frigg.
I modern tid har namnet även felaktigt förknippats med ordet saga i betydelsen 'sägen', 'folksaga' eller 'berättelse'. Namnet har varit relativt ovanligt, men blivit populärare på senare år. I 1880 års folkräkning finns 29 personer med namnet Saga, den äldsta född 1803. 
Sedan 2018 har Saga namnsdag den 8 mars i den officiella svenska namnlängden, vid sidan av Siv. Båda namnen är gamla nordiska gudinnenamn. I den finlandssvenska namnsdagslängden har Saga namnsdag 17 oktober sedan 2005. Före det hade Saga namnsdag 18 oktober 1989–2004 och 16 oktober 1929–1988.

## Personer med namnet Saga
- Saga Becker, skådespelare
- Saga Berlin, fotograf
- Saga Gärde, skådespelare och regissör
- Saga Sjöberg, skådespelare
- Saga Walli, konstnär

## Fiktiva personer med namnet Saga
- Saga,  en asynja i den fornnordiska mytologin
- Saga Norén i Bron
- Saga Bauer i Keplers nyckelserie

## Pseudonymer
- Saga Borg, pseudonym för ett författarkollektiv